# Freispiel
Pour plus de détails, voir Fiche technique et Distribution.
Freispiel (en français, Extra bille) est un film autrichien réalisé par Harald Sicheritz sorti en 1995.

## Synopsis
Robert Brenneis, professeur de musique, connaît la crise de la quarantaine. Il enseigne dans un lycée à Vienne et s'imagine une vie de pop star comme son ancien camarade Roland Pokorny.
Robert Brenneis est professeur principal de musique et ses élèves ne sont pas les meilleurs. Il est suivi partout par la malchance, même au flipper. Un élève se suicide après avoir échoué à un examen d'entrée dans une école d'ingénierie. Doris, son épouse, travaille auprès de Carlo Schindler, agent artistique. L'employeur drague souvent Doris ; lorsque Robert voit passer Doris avec Carlo dans sa voiture, il devient jaloux. Michael, le fils, est amoureux de son camarade de classe Tina, mais elle le quitte pour un autre. Lors d'une garden-party chez Schindler, Robert exulte quand Carlo dédaigne la cassette de ses chansons. La directrice du lycée suspend Robert.
Robert veut s'absenter seul avec son fils, il a l'accord de Doris. Le voyage va jusqu'à Lignano Sabbiadoro. Robert est à nouveau de mauvaise humeur à cause de la chaleur et prend le train du retour. En Carinthie, il décide d'aller dans la ville thermale de Bad Loiperskamm pour rendre visiter à son ami Reinhard qui souffre du dos. Ils boivent du spritz puis vont dans une taverne. Robert flirte d'abord avec la serveuse puis monte sur la scène, chante une chanson triviale, la foule le conspue.
De retour à Vienne, Lilly, une jeune collègue de Doris, tombe amoureuse de Robert et l'invite à un concert de Pokorny. Pokorny et Brenneis se revoient et vont dans un club libertin, où ils écrivent ensemble une chanson. De retour à la maison, un différend éclate. Quand Doris rentre, elle découvre les restes du dîner de Robert et Lilly. Dans une folie furieuse, elle détruit tout dans l'appartement, notamment la collection de guitares de Robert. L'installateur cause un grand trou dans l'appartement des Brenneis. Doris recouvre la raison.

## Fiche technique
- Titre original : Freispiel
- Réalisation : Harald Sicheritz
- Scénario : Alfred Dorfer, Harald Sicheritz
- Musique : Peter Herrmann, Lothar Scherpe, Peter Janda
- Direction artistique : Ernst M. Braunias
- Costumes : Heike Werner
- Photographie : Helmut Pirnat (de)
- Son : Hannes Paiha
- Montage : Ingrid Koller (de)
- Production : Heinz Scheiderbauer
- Société de production : Scheiderbauer Film
- Pays d'origine :  Autriche
- Langue : allemand autrichien
- Format : Couleur - 1,85:1 - Dolby Digital - 35 mm
- Genre : Comédie dramatique
- Durée : 94 minutes
- Dates de sortie :
  -  Autriche : 6 octobre 1995.

## Distribution
- Alfred Dorfer : Robert Brenneis
- Andrea Eckert : Doris Brenneis
- Benjamin Olesko : Michael Brenneis
- Gudrun Tielsch : Lilly
- Lukas Resetarits (de) : Roland Pokorny
- Roland Düringer : Carlo Schindler
- Reinhard Nowak : Reinhard
- Silvia Fenz (de) : La directrice
- Günther Paal (de) : Philipp